# Maurice Bowra
Cecil Maurice Bowra ( /ˈ b aʊ r ə / ; 8 avril 1898 - 4 juillet 1971) est un érudit classique, critique littéraire et universitaire britannique, connu pour son esprit. Il est directeur du Wadham College d'Oxford de 1938 à 1970 et vice-chancelier de l'Université d'Oxford de 1951 à 1954.

## Jeunesse et éducation

### Naissance et enfance
Bowra est né à Jiujiang, en Chine, de parents anglais. Son père, Cecil Arthur Verner Bowra (1869–1947), qui travaille pour les douanes maritimes impériales chinoises est né à Ningbo et son grand-père paternel, Edward Charles Bowra, a également travaillé pour les douanes chinoises, après avoir servi dans l'armée sous le commandement du « Gordon chinois ». Peu de temps après la naissance de Bowra, son père est transféré au port de traité de Niuzhuang, et la famille y vit pendant les cinq premières années de la vie de Bowra sauf pendant la révolte des Boxers, à l'été 1900, lorsque Bowra est évacué au Japon avec sa mère, son frère aîné, Edward, et d'autres femmes et enfants de la communauté européenne.
La famille revient en Grande-Bretagne en 1903, via le Japon et les États-Unis, et s'installe dans la campagne du Kent. Bowra déclare plus tard qu'il parlait couramment le mandarin, mais qu'il a oublié la langue après s'être installé en Grande-Bretagne. Les parents de Bowra retournent en Chine en février 1905, laissant leurs enfants aux soins de leur grand-mère paternelle, qui, étant veuve, vit avec son deuxième mari, un ecclésiastique, à Putney. Pendant cette période, les garçons reçoivent des cours d'Ella Dell, sœur de l'écrivain Ethel M. Dell. Les garçons fréquentent également une école préparatoire à Putney, où Maurice se classe premier dans toutes les matières, sauf en arithmétique. Durant son séjour dans cette école, Bowra commence son éducation classique avec des leçons de Cecil Botting, maître à la St Paul's School et père de l'écrivain Antonia White,.
En 1909, les frères Bowra traversent l'Europe et la Russie en train pour rendre visite à leurs parents à Mukden. Ils visitent également le site de la bataille de Mukden et rencontrent Lord Kitchener. Leur voyage de retour, qu'ils font en compagnie de leur père, les fait passer par Hong Kong, Colombo, Suez, Naples et Alger.

### Cheltenham College
Bowra est pensionnaire au Cheltenham College à partir d'avril 1910. Il n'a pas bénéficié des avantages de l'école tels que les jeux en plein air ou l'OTC, mais il remporte une bourse lors des examens internes organisés en juin 1911. Il devient évident qu'il a une aptitude particulière pour les études classiques, pour lesquelles l'école donne des bases solides en grec et en latin. Au cours de ses deux dernières années, en sixième année, Bowra s'ennuie de son travail scolaire, acquiert suffisamment de français pour lire Verlaine et Baudelaire, étudie une édition bilingue de la Divina Commedia de Dante et commence à apprendre l'allemand. Bowra conserve un lien avec l'école plus tard dans sa vie, contribuant à la nomination de Cecil Day-Lewis comme maître et siégeant à son conseil d'administration de 1943 à 1965.

## Première Guerre mondiale
En 1916, le père de Bowra est secrétaire en chef des douanes chinoises et réside à Pékin dans une maison avec trente domestiques. En janvier de cette année-là, la mère de Bowra vient en Angleterre pour rendre visite à ses fils, qui sont tous deux sur le point de faire du service actif dans l'armée. En mai, Bowra part avec sa mère pour la Chine, traversant la Norvège, la Suède et la Russie. À Pékin, il visite la Grande Muraille de Chine et les tombeaux des Ming, et assiste aux funérailles de Yuan Shikai.
Bowra quitte Pékin en septembre et, sur le chemin du retour, passe trois semaines à Saint-Pétersbourg en tant qu'invité de Robert Wilton. Durant cette période, il acquiert une connaissance pratique du russe et assiste à des opéras dans lesquels se produit Fédor Chaliapine.
Après son retour en Grande-Bretagne, il commence sa formation avec l'OTC à Oxford avant d'être appelé et envoyé à la Royal Army Cadet School en mars 1917. Il sert dans la Royal Field Artillery en service actif en France à partir de septembre 1917. Il participe aux combats de Passchendaele et de Cambrai et, en 1918, à la résistance à l'offensive Ludendorff et à la contre-offensive alliée. Durant cette période, il continue à lire beaucoup, notamment des poètes contemporains et des auteurs grecs et latins.
Bowra garde toute sa vie une haine de la guerre et des stratèges militaires, et mentionne rarement la guerre par la suite. Il dit plus tard à Cyril Connolly : « Quoi que vous entendiez à propos de la guerre, rappelez-vous que c'était bien pire : inconcevablement sanglant – personne qui n'était pas là ne peut imaginer ce que c'était. »  Anthony Powell écrit que les expériences de guerre de Bowra « ont joué un rôle profond dans ses pensées et sa vie intérieure » et rapporte que lorsqu'un navire de croisière sur lequel ils voyageaient a organisé une cérémonie pour déposer une couronne dans la mer alors qu'il passait les Dardanelles, Bowra a été si affecté qu'il s'est retiré dans sa cabine. Après la Seconde Guerre mondiale, il se montre conciliant envers les militaires de retour au pays qui souhaitent étudier à Oxford, déclarant à un candidat qui s'inquiète de ses lacunes en latin : « Peu importe, le service militaire compte comme du latin. ».

## Années de licence

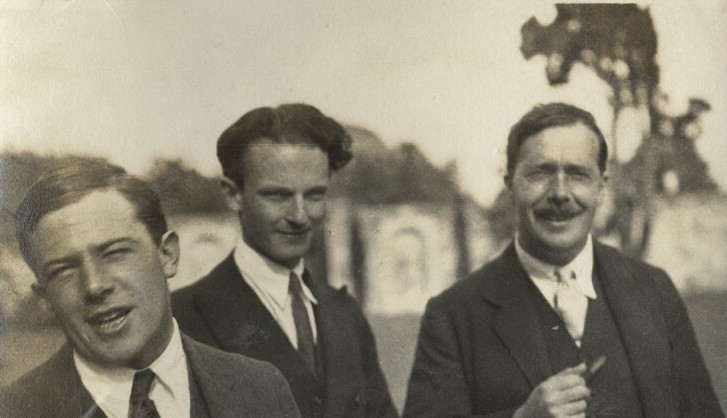
Sir Maurice Bowra (à gauche) avec Sylvester Govett Gates et L.P. Hartley dans les années 1920. Photographie de Lady Ottoline Morrell.

En 1919, Bowra obtient une bourse pour le New College d'Oxford. Il obtient ses diplômes avec mention en 1920 et des félicitations officielles, en Literae Humaniores en 1922. Bowra est très sociable, avec un cercle d'amis comprenant Cyril Radcliffe (avec qui il partage un logement) Roy Harrod, Robert Boothby, Leslie Poles Hartley, Lord David Cecil, John Burdon Sanderson Haldane  et Christopher Hollis. Il est également un ami de Dadie Rylands. Gilbert Murray et Alic Smith sont parmi les professeurs qui l'influencent. Selon Isaiah Berlin, le traitement qu'il a reçu de l'un de ses professeurs de philosophie, HWB Joseph, a « miné sa foi en sa propre capacité intellectuelle ».

## Carrière académique
En 1922, Bowra est élu membre du Wadham College d'Oxford avec le soutien du professeur Regius de grec, Gilbert Murray, et nommé doyen de Wadham peu de temps après. Lorsque Murray quitte sa chaire en 1936, Bowra et d'autres pensent que Bowra lui-même est le plus susceptible de lui succéder mais Murray recommande Eric Robertson Dodds comme successeur, rejetant Bowra en raison d'un « certain manque de qualité, de précision et de réalité dans son érudition dans son ensemble ». Certains pensent que la véritable raison est une campagne de rumeurs sur « l'homosexualité réelle ou imaginaire » de Bowra.
Bowra devient docteur ès lettres de l'Université d'Oxford en 1937. En 1938, le poste de directeur de Wadham devient vacant et Bowra, toujours doyen, est élu à ce poste, qu'il conserve jusqu'en 1970 (quand il est remplacé par Stuart Hampshire). Bowra est soutenu lors de l'élection par son collègue Frederick Lindemann. Lindemann s'est initialement opposé à l'élection de Bowra comme membre de Wadham, proposant de préférer un scientifique, mais se rapproche de Bowra en raison de son opposition véhémente au régime nazi en Allemagne et à la politique d'apaisement,. L'élection a lieu le 5 octobre 1938 et coïncide avec la campagne électorale partielle d'Oxford, au cours de laquelle Bowra apporte son soutien au candidat anti-apaisement, Sandie Lindsay.
Pendant la Seconde Guerre mondiale, Bowra sert dans la Home Guard d'Oxford et aucun travail de guerre ne lui est proposé. Lorsque Berlin fait campagne pour trouver un poste à Bowra, le dossier lui est renvoyé estampillé « non fiable ».
Bowra est professeur de poésie à Oxford de 1946 à 1951. Il écrit à propos de l'élection pour le poste que « la campagne a été très agréable et C. S. Lewis a été tellement déjoué qu'il n'a même pas réussi à être nommé, et je suis passé sans opposition. Très gratifiant pour un homme vaniteux comme moi. ».
Bowra passe l'année universitaire 1948-1949 à Harvard en tant que professeur de poésie Charles Eliot Norton et donne la conférence Andrew Lang en 1955. Il prononce la conférence Earl Grey de 1957 à Newcastle sur « La signification d'un âge héroïque » et la conférence taylorienne de 1963 sur « La poésie et la Première Guerre mondiale ». En 1966, il donne la conférence Romanes.
Bowra est à Harvard lorsque le poste de vice-chancelier devient vacant de manière inattendue en 1948, à la suite du décès accidentel de William Stallybrass. Lorsque le directeur de maison le plus ancien, JRH Weaver, refuse le poste, Bowra aurait pu lui succéder mais il choisit de rester aux États-Unis et Dean Lowe occupe le poste jusqu'en 1951, date à laquelle Bowra exerce son mandat de trois ans. En tant que président du Conseil hebdomadaire, il traite en quinze minutes à peine les affaires des réunions qui occupent habituellement tout un après-midi. Lorsque TSR Boase est indisposé par un problème oculaire en 1959, Bowra revient à la présidence du comité.
Bowra est président de la British Academy de 1958 à 1962. Son mandat est marqué par deux réalisations :  il préside le comité qui produit le Rapport sur la recherche en sciences humaines et sociales, qui donne lieu à une subvention à ces fins du Trésor et il contribue à la création de l'Institut britannique d'études persanes à Téhéran.
Au cours de sa longue carrière à Oxford, Bowra est en contact avec une partie considérable du monde littéraire anglais, soit en tant qu'étudiant, soit en tant que collègues. Le personnage de M. Samgrass dans Brideshead Revisited d'Evelyn Waugh aurait été inspiré par Bowra. Cyril Connolly, Henry Green, Anthony Powell et Kenneth Clark connaissent très bien Bowra lorsqu'ils sont étudiants de premier cycle. Clark qualifie Bowra de « la plus forte influence de ma vie » . Waugh marque l'élection de son ami comme directeur de Wadham en lui offrant un arbre à puzzle pour son jardin.
Bien qu'il ne soit en aucun cas religieux, Bowra signe la pétition (en faveur de la messe catholique tridentine) qui devient familièrement connue sous le nom d'indult d'Agatha Christie et assiste régulièrement aux services de l'Église d'Angleterre dans la chapelle de son collège.

## Poète
Bowra a appris la valeur des vers pendant la Première Guerre mondiale. Cyril Connolly écrit que Bowra « voyait la vie humaine comme une tragédie dans laquelle les grands poètes étaient les héros qui se sont battus et ont essayé de donner un sens à la vie ». Bowra est un important défenseur de Boris Pasternak, donnant des conférences sur son travail et le nommant à plusieurs reprises pour le prix Nobel de littérature.
Cependant, Bowra n'a jamais pu réaliser son souhait d'être lui-même accepté comme un poète sérieux. Sa production consiste en « des satires acerbes, en vers, sur ses amis (et encore plus acerbes sur ses ennemis) ». Son ami et exécuteur testamentaire littéraire, John Sparrow, a un jour déclaré que Bowra s'était coupé de la postérité « car sa prose était illisible et ses vers non imprimables ». Cette situation est en partie corrigée par la publication en 2005 de New Bats in Old Belfries, un recueil de satires sur des amis et des ennemis écrites entre les années 1920 et 1960.

## Sexualité
Bowra est homosexuel. Lorsqu'il est étudiant de premier cycle à Oxford dans les années 1920, Bowra est connu pour sa drague gay. Il utilise le terme « Homintern » et fait référence en privé à sa position de leader au sein de ce mouvement, l'appelant également « le Front immoral » ou « la 69e Internationale.

## Retraite et décès

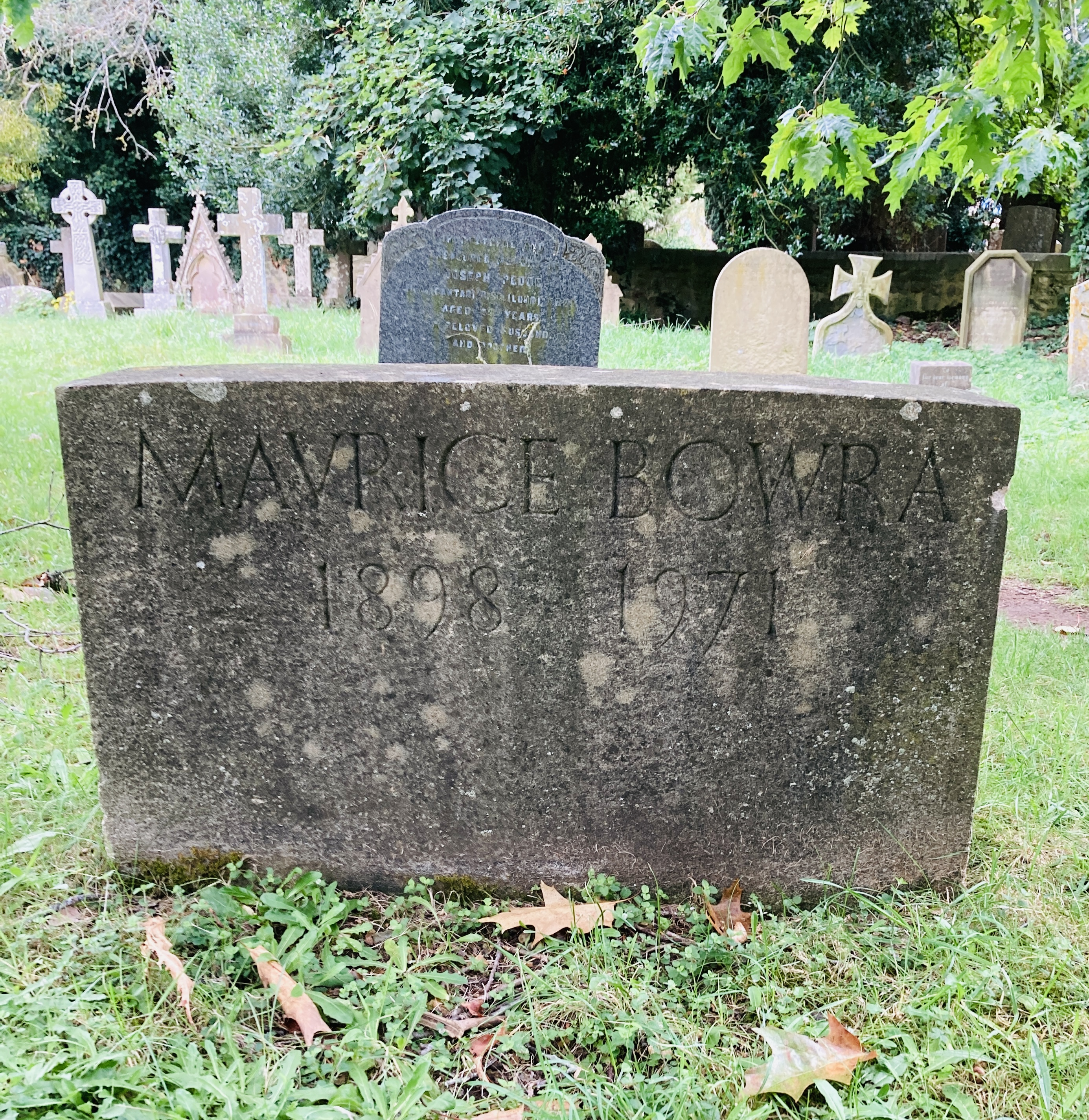
La tombe de Maurice Bowra au cimetière Holywell à Oxford en 2024

Bowra prend sa retraite en 1970, mais continue à vivre dans un appartement du collège qui lui a été accordé en échange d'une maison dont il était propriétaire. Il devient membre honoraire de Wadham et reçoit le diplôme honorifique de docteur en droit civil. Il est décédé d'une crise cardiaque soudaine en 1971 et ses restes incinérés sont enterrés au cimetière Holywell, à Oxford.

## Honneurs

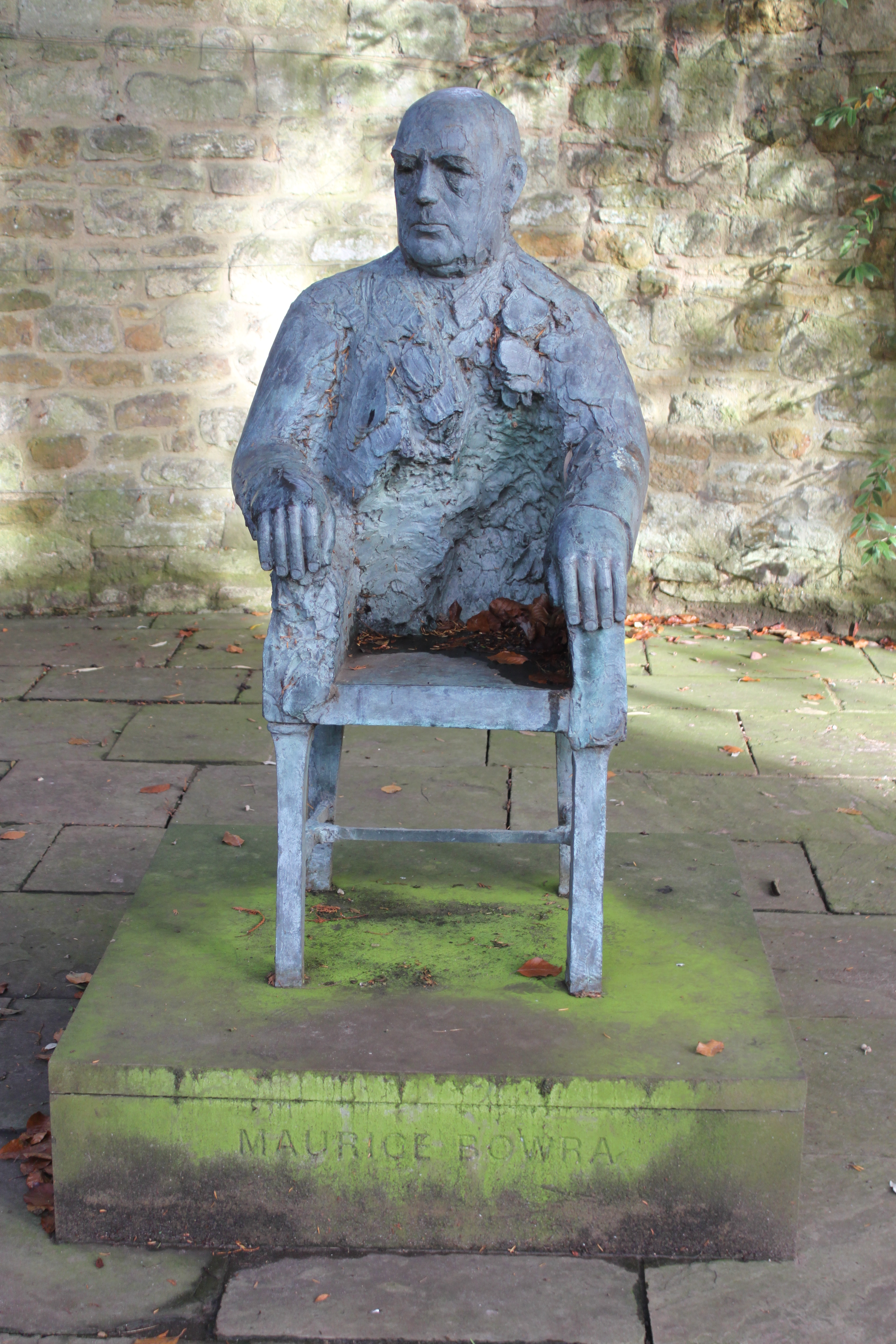
Une sculpture de Bowra au Wadham College, Oxford

En plus de ses diplômes d'Oxford, Bowra reçoit des doctorats honorifiques des universités de Dublin, Hull, Wales, Harvard, Columbia, St Andrews, Paris et Aix.
Bowra est fait chevalier en 1951 et est nommé membre de l'Ordre des Compagnons d'honneur en 1971. Il est également Commandeur de la Légion d'honneur en France, Chevalier Commandeur de l'Ordre royal du Phénix en Grèce et récipiendaire de l'Ordre « Pour le Mérite » en Allemagne de l'Ouest.
En 1992, le Wadham College nomme son nouveau bâtiment Bowra en son honneur.